# 約翰·布魯克斯
約翰·布魯克斯（英語：John Anthony Brooks，1993年1月28日—）美國足球運動員，司職後衛。現效力於德乙球隊柏林赫塔體育俱樂部。美國國家足球隊成員。2013年首次代表美國國家足球隊上陣。2014年世界杯獲選入美國國家隊最終23人名單。

## 俱乐部生涯
布魯克斯是美国芝加哥一名军人的儿子，在柏林出生和长大。他来到了他的家乡球队柏林赫塔足球俱乐部。在2010–11赛季中途,他来到了球队的预备队。在这个赛季后，他与球队签了一份职业球员四年期合同，使拜仁慕尼黑对他转会的希望破灭了。2011–12几乎整个赛季他都在柏林赫塔二队效力,他在这个时候仍然在长高，长到了1.93米高。柏林赫塔在2012年从德甲降级。布魯克斯在德甲2013年8月10日的比赛，柏林赫塔6–1击败法兰克福中打进的打进了他在职业联赛的首个进球。
2017年5月31日，布鲁克斯与同属德甲的沃尔夫斯堡俱乐部签约。

## 国家队生涯
布魯克斯具有德国和美国的双重国籍。此前他已经被美国男子U-20足球队和美国男子U-23足球队征召集训并出场比赛，也为德国青年国家足球队出战过一次。
布魯克斯出现在美国国家队2014年世界杯的23人最终大名单中。在与加纳的比赛中他在中场时间替换下了馬特·貝斯勒并打进了决定美国队胜利的进球，使美国2-1战胜加纳。

### 国家队进球
|   | 日期          | 场馆           | 对手 | 进球 | 结果 | 竞赛         |
| - | ------------- | -------------- | ---- | ---- | ---- | ------------ |
| 1 | 2014年6月16日 | 巴西的沙丘球场 |      | 2–1  | 2–1  | 2014年世界盃 |